# FC Porto (håndbold)
Futebol Clube do Porto er et portugisisk herrehåndboldhold fra Porto. Holdet spiller i portugisiske Andebol 1 pr. 2025 og i herrernes EHF Champions League. Klubben blev grundlagt i 1932 og var indtil 1975 et markhåndboldhold, hvorefter klubben skiftede til traditionel håndbold.